# Mauvedin de Prat
Mauvedin de Prat (francès Mauvezin-de-Prat) és un municipi francès, situat a la regió d'Occitània, departament de l'Arieja.